# فوينتيس دي خيلوكا
بلدية فوينتيس دي خيلوكا (بالإسبانية: Fuentes de Jiloca) هي بلدية تقع في مقاطعة سرقسطة التابعة لمنطقة أراغون شمال شرق إسبانيا.

## الديموغرافيا
بلغ عدد سكان بلدية فوينتيس دي خيلوكا 279 نسمة عام 2011 (وفقاً للمعهد الوطني الإسباني للإحصاء).
| 372 | 366 | 334 | 300 | 284 | 282 | 279 |